# Halalaimus tenuicapitatus
Halalaimus tenuicapitatus is een rondwormensoort uit de familie van de Oxystominidae.